# Hugh d'Aubigny, V conte di Arundel
Hugh d'Aubigny, V conte di Arundel (circa 1215 – 7 maggio 1243), fu l'ultimo della linea maschile degli Aubigny a possedere il titolo di conte e il Castello di Arundel.
Hugh era il figlio di William d'Aubigny, III conte di Arundel e il fratello minore di 
William d'Aubigny, IV conte di Arundel. Ereditò il titolo alla morte del fratello maggiore, nel 1224. Ereditò anche la posizione a vita di maggiordomo capo ereditario d'Inghilterra. Nel 1242 fu uno dei sette conti che accompagnarono re Enrico III nella spedizione in Aquitania.
Dopo la sua morte, fu sepolto nell'abbazia di Wymondham, nel Norfolk e le sue numerose proprietà furono divise tra le sue quattro sorelle e i loro eredi. Il titolo di conte di Arundel passò al nipote John FitzAlan, figlio di sua sorella Isabel d'Aubigny.
Sposò, senza avere figli, Isabel de Warenne (circa 1228-1282), figlia di William di Warenne, V conte di Surrey e Maud Marshal (1192-1248). La sua vedova non si risposò  ma fece sempre valere i propri diritti di contessa e, nel 1249 fondò l'abbazia cistercense di Marham, dove fu sepolta alla sua morte.